# 因加尔达语
因加尔达语 (Yinggarda、Yingkarta、Inggarda) 是一种澳大利亚原住民语言。属于帕马-恩永甘語系下的卡尔图语族。

## 名称
因加尔达语中的“因加尔达语”一词“Yinggarda”有多种拼写方式。有学者认为应拼写为“Yingkarta”。

## 地理位置
因加尔达村位于澳大利亚西部的加拿分，向内陆延伸到加斯科因章克申（Gascoyne Junction），向南一直到伍拉梅尔河河口。

## 研究
1993年，语言学家艾伦·登奇（Alan Dench）在与当地使用者沟通后，与亚马吉语言中心（Yamaji Language Centre）合作，并编写了一本词典。